# Bayernbund

Wappen der bayerischen Könige

Der Bayernbund ist ein Heimatverein, der sich heute insbesondere für „bayerische Staatsqualität und Geschichtsbewusstsein, sowie die Kultur und Sprache aller bayerischen Stämme“ einsetzt. Er wurde 1921 als „Bayerischer Heimat- und Königsbund: In Treue fest“ gegründet. 1934 wurde der monarchistisch orientierte Verein verboten. Die Wiedergründung erfolgte 1952 und 1967 die Umbenennung in Bayernbund. Die monarchistischen Wurzeln wurden zwischenzeitlich weitgehend abgelegt. Der heutige Sitz der Landesgeschäftsstelle ist in Rosenheim.
Der Bayernbund ist nicht zu verwechseln mit der gleichnamigen Organisation, die Otto Ballerstedt 1919 gründete und die 1934 nach dessen Tod aufgelöst wurde. Eine weitere gleichnamige Organisation war der Bayernbund für Deutschlands Neubau.

## Geschichte
Der heutige Bayernbund wurde am 15. März 1921 als „Bayerischer Heimat- und Königsbund: In Treue fest“ (kurz: BHKB) gegründet. Zu dieser Zeit trat der BHKB für die Wiederherstellung des Königreichs Bayern ein und hatte auch durch Übertritte aus der Königspartei 1925 bereits knapp 50.000 Mitglieder. Das neu gestaltete Königreich Bayern sollte Bestandteil eines auf bundesstaatlicher Grundlage auszurichtenden Deutschen Reiches sein. Hauptziel des Vereins war zudem eine „christliche Staatspolitik“. Bis 1932 stieg die Mitgliederzahl des BHKB nach Aussagen des damaligen Generalsekretärs Graf auf den Landestagen auf 160.000. Mit seinen „Weiß-blauen Tagen“ warb der BHKB für einen überwiegend gefühlsbetonten Monarchismus in Bayern. Der Verein unterhielt über 2.000 Ortsgruppen. Bekannte Mitglieder der Anfangszeit waren zum Beispiel Erwein von Aretin, Enoch zu Guttenberg, der erste Vorsitzende Major Karl Spruner von Merz und die Münchner Lehrerin und anfängliche Schriftführerin des Vereins Elisabeth Kaufmann.
Angesichts der drohenden Machtübernahme durch die Nationalsozialisten versuchte der BHKB mit Billigung des bayerischen Kronprinzen Rupprecht, die Monarchie in Bayern wieder einzuführen und damit ein eigenständiges Bayern innerhalb eines bundesstaatlichen Deutschen Reiches zu etablieren. Der Plan wurde von konservativen Politikern unterstützt. So sprach Fritz Schäffer mehrmals in Berlin vor, um mit dem Reichspräsidenten Paul von Hindenburg über die Wiedereinführung der Monarchie in Bayern zu sprechen. Nach der Machtergreifung durch die Nationalsozialisten im Reich unterstützte auch die SPD den Plan des BHKB als letzten Rettungsanker.
Die „Machtergreifung“ der NSDAP in Bayern am 9. März 1933 vereitelte die Bemühungen. Der BHKB wurde am 2. Februar 1934 verboten. Während der NS-Zeit formierten sich eine Anzahl von ehemaligen Mitgliedern des BHKB, zusammen mit ehemaligen Mitgliedern der Bayerischen Volkspartei und der Bayernwacht in der Harnier-Widerstandsgruppe, die im August 1939 zerschlagen wurde. Eine zweite kleinere und elitärere Gruppe um Franz Sperr unterhielt auch Kontakte zum Kreisauer Kreis und zu anderen Widerstandsgruppen.
Nach dem Krieg wurde 1952 der „Bayerische Heimat- und Königsbund In Treue fest“ unter dem Vorsitz von August Graf Basselet de La Rosee neu gegründet. Seine Zielsetzung richtete sich unter Förderung des monarchischen Gedankens auf die Bewahrung der Eigenstaatlichkeit Bayerns und das föderalistische Ordnungsprinzip in einem geeinten Europa.
Seit 1967 führt der Verein den Namen Bayernbund. Seine monarchistischen Wurzeln hat der Bayernbund heute weitgehend abgelegt. Hauptziele sind heute der Erhalt bayerischer Kultur und Lebensart, die Förderung des Geschichtsbewusstseins der Bevölkerung, die Bewahrung der christlich-abendländischen Tradition, Erhaltung der Sprachen aller bayerischen Bevölkerungsstämme (Erhalt der Dialekte), die Unterstützung der Heimatpflege und des Brauchtums sowie des Landschafts- und Naturschutzes und die Stärkung der föderativen Ordnung in Deutschland und Europa mit Bewahrung der Eigenstaatlichkeit Bayerns. Der Bayernbund vertritt insgesamt eine christlich-wertkonservative Politik. Auch wenn der Verband überparteilich ist, stehen viele Mitglieder der CSU und anderen bürgerlichen Parteien nahe. Bis zu seinem Tode war auch der ehemalige Vorsitzende der bayerischen Grünen Sepp Daxenberger Mitglied des Vereins.
Der Verein wurde 2017 mit dem Heimatpreis Bayern ausgezeichnet.

## Gliederung
Der Verband ist in Kreisverbände gegliedert. 2015 bestanden folgende Verbände: Dachau, Deggendorf, Fünfseenland, Kempten/Memmingen, München, Neustadt/Wn, Weiden, Tirschenreuth, Oberland, Passau, Regensburg, Rosenheim, Traunstein, Weilheim-Schongau, Wittelsbacher Land – Bayerisch Schwaben.
Der Bayernbund gibt die Zeitschrift Weiß-blaue Rundschau heraus, die 2011 im 54. Jahrgang erscheint.
Zum 90. Gründungsfest erscheint 2011 eine Neuauflage des Buches Gott mit dir du Land der Bayern (Auflage 1996: ISBN 3-927529-49-4).

## Aktueller Landesvorstand
Landesvorsitzender:
- Sebastian Friesinger, Landtagsabgeordneter CSU

Stellvertretende Landesvorsitzende:
- Christian Glas
- Bernd Sibler, Kultusminister, CSU-Politiker